# Coccoloba ascendens
Coccoloba ascendens Duss ex Lindau – gatunek rośliny z rodziny rdestowatych (Polygonaceae Juss.). Występuje naturalnie na Karaibach, w Kostaryce, Panamie, Kolumbii, Wenezueli, Peru oraz Brazylii (w stanach Amazonas, Amapá, Pará, Rondônia, Roraima, Tocantins, Maranhão, Goiás, Mato Grosso i Rio Grande do Norte).

## Morfologia
PokrójZdrewniałe liany.
LiścieBlaszka liściowa jest nieco skórzasta, lekko omszona od spodu i ma kształt od owalnego do odwrotnie jajowatego. Mierzy 9–17 cm długości oraz 1,4–8 cm szerokości, o nasadzie od ostrokątnej do rozwartej i wierzchołku od ostrego do tępego. Ogonek liściowy jest owłosiony i osiąga 7–20 mm długości. Gatka jest owłosiona i ostro zakończona, dorasta do 17–20 mm długości.
KwiatyJednopłciowe, zebrane w grona o długości 3–17 cm rozwijające się na szczytach pędów. Listki okwiatu mają białą barwę, są odwinięte i mierzą do 2 mm długości.

## Biologia i ekologia
Rośnie w lasach. Występuje na wysokości do 700 m n.p.m.